# Upsilon Cephei
Upsilon Cephei (Castula, Cephei) é uma estrela dupla na direção da constelação de Cepheus. Possui uma ascensão reta de 20h 45m 21.20s e uma declinação de +57° 34′ 49.1″. Sua magnitude aparente é igual a 4.52. Considerando sua distância de 88 anos-luz em relação à Terra, sua magnitude absoluta é igual a 2.35. Pertence à classe espectral F8IV-V.